# Pál Rajner

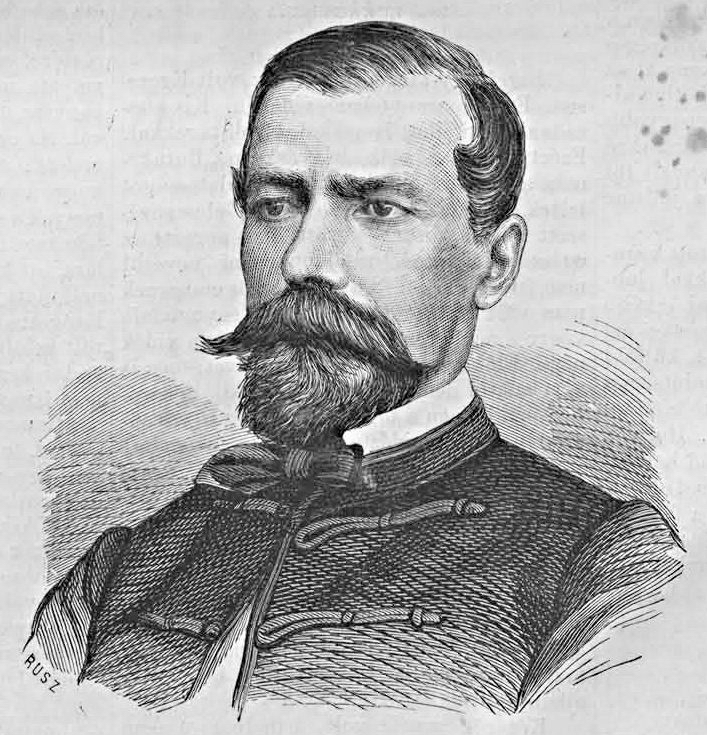
Pál Rajner (1869)

Pál Rajner (* 28. Februar 1823 in Pest, Komitat Pest-Pilis-Solt; † 9. September 1879 in Lontó, Komitat Hont) war ein ungarischer Politiker und Innenminister.

## Leben
Rajner besuchte das Wiener Theresianum und war ab 1844 an der Ungarischen Hofkanzlei tätig. 1848 wurde er Assessor im k.u. Ministerium für Ackerbau und Handel. Während der Ungarischen Revolution 1848/1849 war er zunächst Adjutant von Imre Ivánka und später von Richard Guyon. Anschließend zog er sich zunächst auf sein Gut im Komitat Bars zurück. 1861 wurde er Vizegespan des Komitats Hont und wurde 1865 zum Abgeordneten der Deák-Partei für den Wahlkreis Ipolyság im Komitat Hont gewählt. Am 21. Oktober 1869 wurde er im Kabinett von Ministerpräsident Gyula Andrássy zum ungarischen Innenminister ernannt, trat jedoch aufgrund eines Nervenleidens bereits am 10. Februar 1871 von diesem Amt zurück. Im Folgejahr zog er nach Lontó im Komitat Hont, wo er 1879 Suizid beging.